# 君の住む街角
「君の住む街角」（きみのすむまちかど）は、大沢誉志幸の10枚目のシングル。1988年1月21日にEPICソニーよりレコード盤でリリース。CDは同年2月26日にリリースされた。CD盤に移行した1988年以降の大沢のシングル曲の中では最も売り上げ枚数が高い楽曲である。

## 解説
編曲に初めて清水信之を迎えた曲で、作詞家の銀色夏生とタッグを組んだ最後のシングルとなった本作は、オリジナルのスタジオ・アルバムには収録されず、バラードやミディアム・ナンバーを集めたコンピレーション・アルバム『Y〜naïve collection』に初収録された。ただし、この収録バージョンはシングル・バージョンとは若干異なる。
SUZUKIのスクーター「アドレス」のCMに起用された。なお、CMには本木雅弘が出演していた。

## 収録曲
1. 君の住む街角　（4分36秒）
  - 作詞：銀色夏生／作曲：大沢誉志幸／編曲：清水信之
2. ダンスをしようぜ　（3分44秒）
  - 作詞：銀色夏生／作曲：大沢誉志幸／編曲：安部隆雄

アルバム『SCRAP STORIES』に収録されている楽曲。

## バージョン
- シングルバージョン　（4分36秒） - 編曲：清水信之
  - 「君の住む街角」シングル
  - 『THE LEGEND』
  - 『TraXX -Yoshiyuki Ohsawa Single Collection-』
- 1992 “naive” version　（5分31秒） - 編曲：清水信之
  - 『Y〜naïve collection』

## 参考資料
- アルバム『Y〜naïve collection』（EPICソニー、1992年）
- アルバム『TraXX -Yoshiyuki Ohsawa Single Collection-』（ソニー・ミュージックダイレクト、2010年）